# Giba (voleibolista)

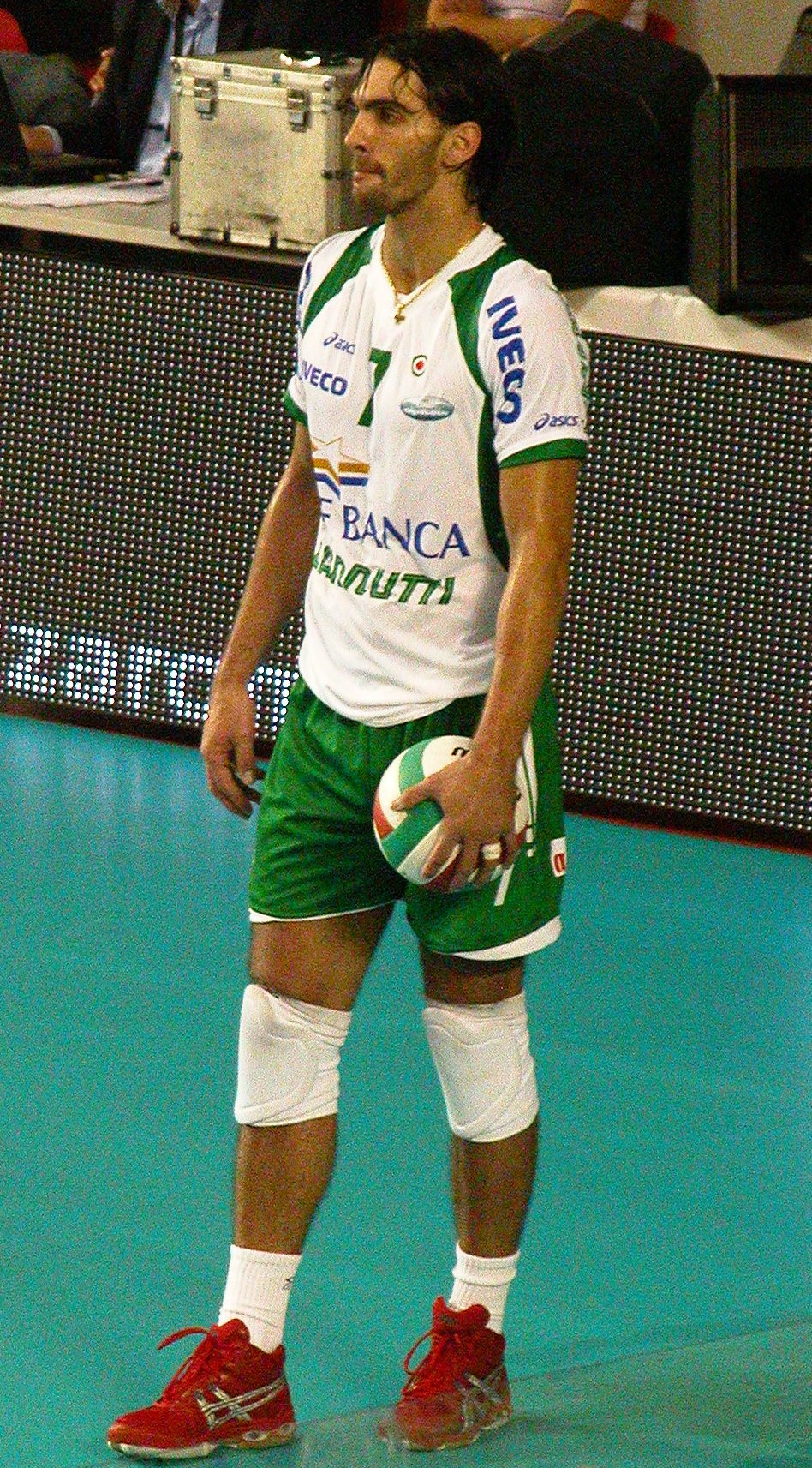
Giba.

Gilberto Alejandro de Godoy Filho, más conocido como Giba (Londrina, Brasil, 23 de diciembre de 1976) es un exjugador de voleibol brasileño. Considerado por diversos organismos deportivos, periodistas, jugadores, directores técnicos, público en general como uno de los más grandes jugadores de todos los tiempos de este deporte.
Ganó 12 copas del mejor del mundo.

## Perfil
- 1991-1993: Círculo Militar do Parana
- 1993-1994: Curitibano
- 1994-1995: Cocamar
- 1996-1997: Chapecó São Caetano (Brasil) españa
- 1997-1998: Olimpikus São Caetano (Brasil)
- 1998-1999: Repot Nipomed (Brasil)
- 1999-2001: Minas Tênis Clube (Brasil)
- 2001-2002: Italia Volley Ferrara (Italia)
- 2002-2003: Estense 4 Torri Ferrara
- 2003-2004: Noicom Brebanca Cuneo (Italia)
- 2005-2006: Bre Banca Lannutti (Italia)
- 2007-2010: Iskra Odintsovo (Rusia)
- 2012-2013: Club Ciudad de Bolívar (Argentina)
- 2013-2014: Al Nasr (EUA)

## Principales títulos
- Medalla de oro en el Mundial Infanto-Juvenil de 1993 en Turquía
- Medalla de plata en la Copa del Mundo Juvenil de 1994
- Mundial Juvenil 95 (selección juvenil)
- Medalla de bronce en la Copa del Mundo en 1995
- Copa del Mundo de Campeones de Japón 97
- Medalla de bronce en la Liga Mundial 98/99
- Sudamericano 95, 97, 99, 2000 e 2001
- Copa América 98, 99 e 2001
- Medalla de plata en los Juegos Panamericanos de Winnipeg de 1999
- Medalla de oro de la Liga Mundial de 2001
- Medalla de plata de la Liga Mundial 2002
- Torneo Consorcio Metano di Vallecamonica 2001
- Torneo Seis Naciones 2002
- Medalla de oro en el Campeonato Mundial 2002
- Medalla de oro en la Liga Mundial 2003
- Medalla de bronce de los Juegos Panamericanos de Santo Domingo 2003
- Medalla de oro en la Copa del Mundo 2003
- Medalla de oro en los juegos olímpicos de Atenas 2004(MVP del torneo)
- Medalla de oro en la Liga Mundial 2004
- Medalla de oro en la Liga Mundial 2005
- Medalla de plata en la Copa América 2005
- Medalla de oro en el Campeonato Sudamericano 2005
- Medalla de oro en la Copa de Campeones 2005
- Medalla de oro en la Liga Mundial 2006 (MVP da Liga Mundial)
- Medalla de oro en el Campeonato Mundial 2006 (MVP do Campeonato Mundial)
- Medalla de oro de la Liga Mundial 2007
- Medalla de oro en los Juegos Panamericanos de Río de Janeiro 2007
- Medalla de oro en Copa del Mundo 2007 (MVP de la Copa del Mundo)
- Medalla de plata en los Juegos Olímpicos de Beijing 2008
- Medalla de oro en la Liga Mundial 2009
- Medalla de oro en el Campeonato Mundial 2010
- Medalla de oro en la Liga Mundial 2010
- Medalla de plata en la Liga Mundial 2011
- Medalla de bronce en Copa del Mundo 2011
- Medalla de plata en los juegos olímpicos de Londres 2012